# 俞元县
俞元县，中国古县名。

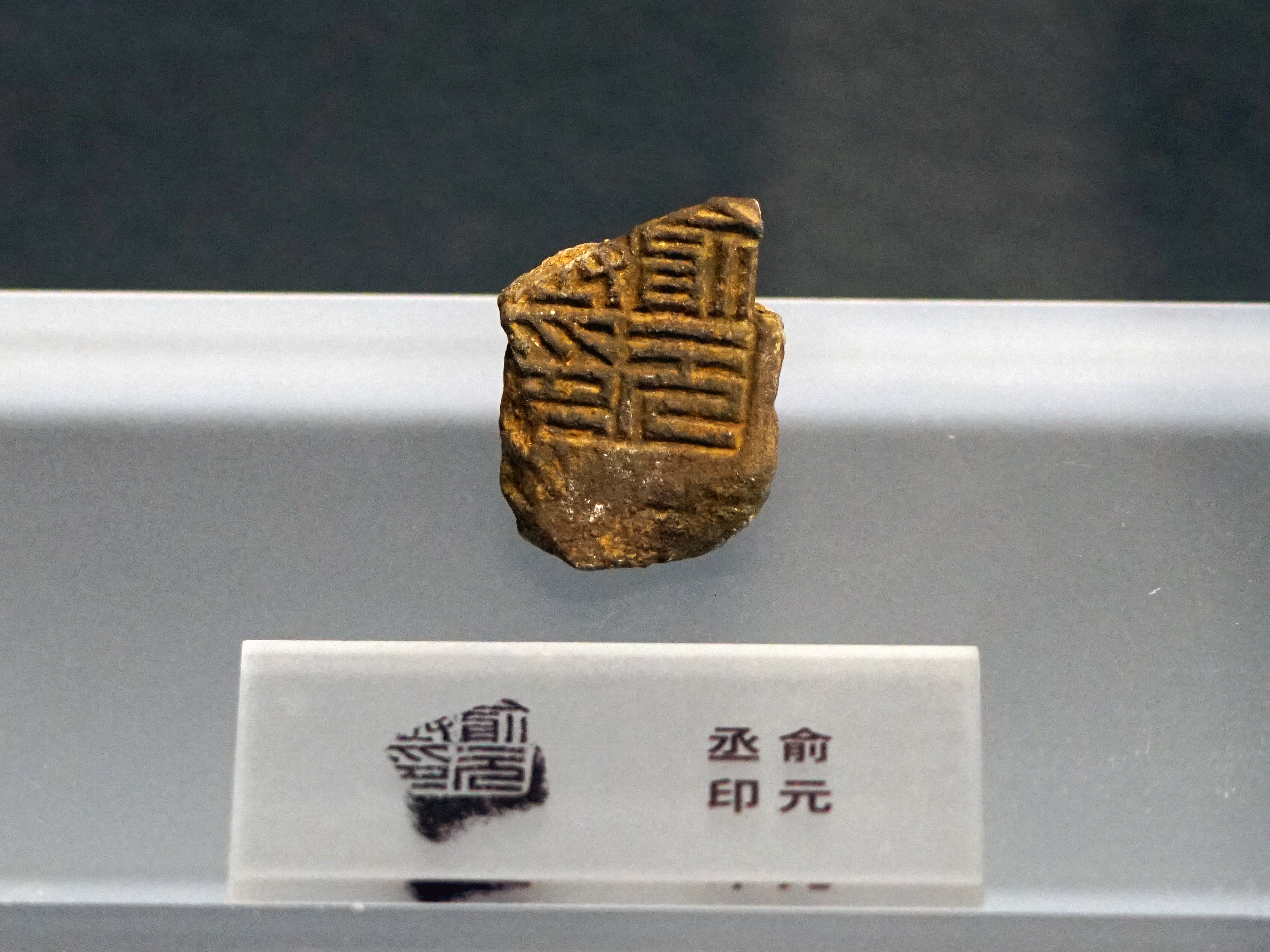
河泊所遗址出土的“俞元丞印”封泥

西汉元鼎六年（前111年）置，治所在今云南省澂江县东南旧城。两汉属益州郡。三国蜀汉、西晋属建宁郡，西晋末至南朝齐属晋宁郡，南朝梁末废。 